# Jordi Arnau i Creus
Jordi Arnau i Creus (Terrassa, Catalunya 1970) és un jugador d'hoquei sobre herba, ja retirat, guanyador d'una medalla olímpica. És germà del també jugador d'hoquei sobre herba i medallista olímpic Xavi Arnau.
Membre de l'Atlètic Terrassa Hockey Club va participar, als 26 anys, en els Jocs Olímpics d'Estiu de 1996 realitzats a la ciutat d'Atlanta (Estats Units), on va aconseguir guanyar la medalla de plata en la competició masculina d'hoquei sobre herba.
En el seu palmarès també destaquen una medalla de plata en el Campionat del Món de 1998. A nivell de clubs jugà a l'Atlètic Terrassa Hockey Club, amb qui guanyà sis Lligues (1989, 1990, 1991, 1994, 1995, 1997), sis Copes del Rei (1990, 1992, 1994, 1995, 1997), una Copa d’Europa (1998) i dues Recopes d’Europa (1994, 2000). El 1996 va rebre la medalla al mèrit esportiu.